# Proiecție axonometrică
Proiecție axonometrică este un tip de proiecție ortogonală utilizat pentru crearea unei reprezentări a unui obiect în care liniile de vedere sunt perpendiculare pe planul de proiecție, însă axele principale de simetrie ale obiectului nu coincid cu cele ale planelor de proiecție, obiectul fiind rotit în jurul uneia sau mai multor axe ale sale pentru a dezvălui mai multe fețe ale sale.

## Prezentare generală

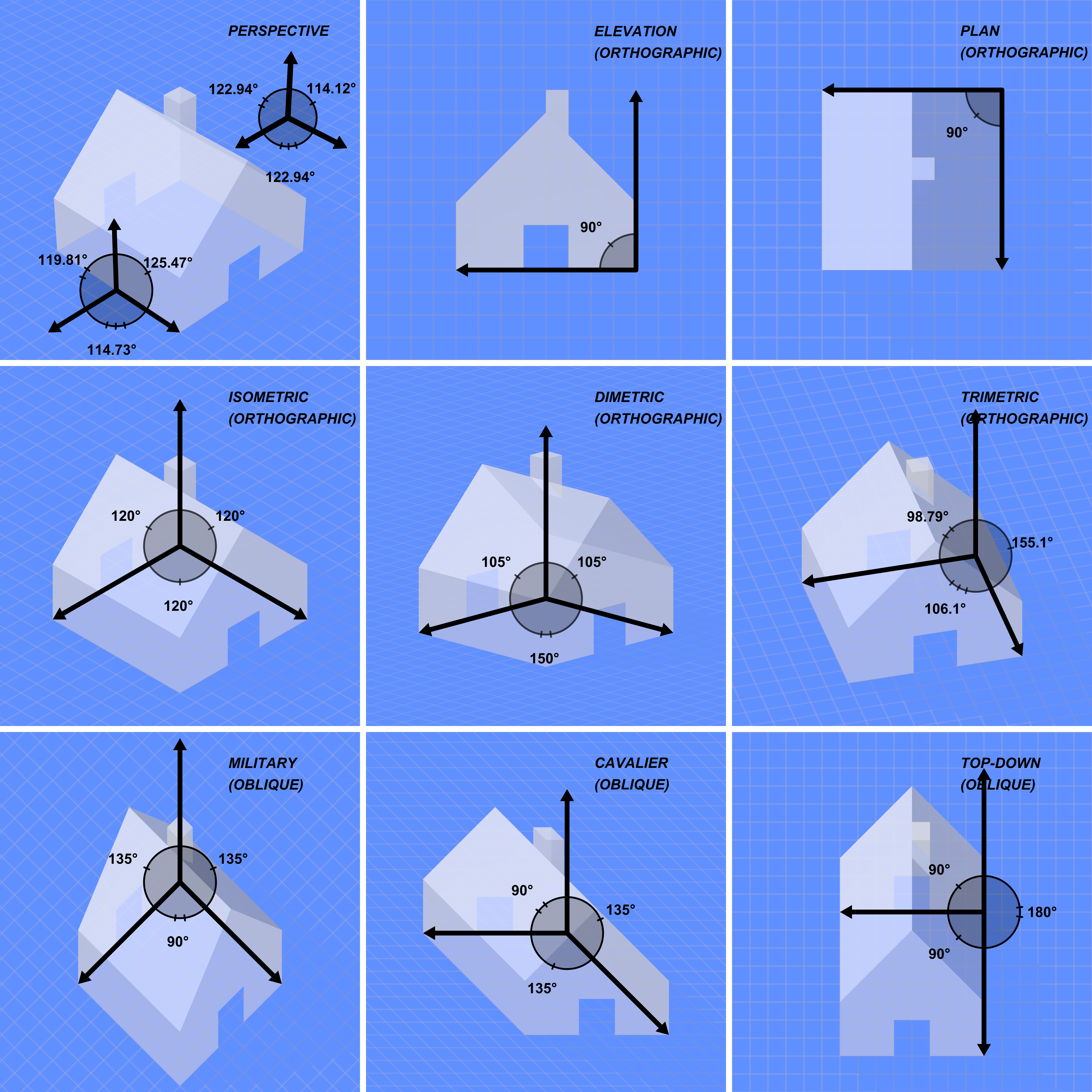
Compararea mai multor tipuri de proiecție grafică

„Axonometrie” înseamnă „a măsura de-a lungul axelor”. În literatura germană, axonometria se bazează pe teorema lui Pohlke, astfel încât domeniul proiecției axonometrice cuprinde orice tip de proiecție paralelă, incluzând nu numai proiecția oblică, ci și reprezentarea prin vederi multiple (ca în desenele tehnice). Însă, în afara literaturii germane, termenul „axonometric” este folosit pentru a face o distincție explicită de proiecția cu vederi multiple, deoarece proiecția axonometrică permite descrierea mai multor „fețe” ale unui obiect, în timp ce într-o proiecție cu vederi multiple o vedere permite descrierea unei singure „fețe”:
- O proiecție cu vederi multiple descrie un obiect dintr-una din cele șase vederi de bază (cea din față — „elevația” în arhitectură, „vederea principală” în tehnică), din dreapta, din stânga, de sus — „plan” în arhitectură, de jos, din spate);[4] una dintre axele principale ale obiectului (de exemplu, axa „z” sau „adâncime”) este neapărat perpendiculară pe planul de proiecție. O astfel de proiecție poate descrie doar o „față” a obiectului. Deoarece proiecțiile cu vederi multiple sunt un procedeu fundamental al documentației tehnice, o descriere care rezultă dintr-un alt tip de proiecție este adesea numită vizualizare „auxiliară”.
- În schimb, o proiecție axonometrică poate descrie un obiect astfel încât nici una din axele principale ale obiectului să fie perpendiculară pe planul de proiecție, prin urmare pot fi reprezentate mai multe „fețe” ale unui obiect simultan (adică poate fi reprezentată axa z sau adâncime).[1] De obicei proiecția este una în care imaginile oricăror 2 axe nu sunt coliniare, astfel încât unghiurile dintre liniile proiectate ajută la distingerea fiecărei dimensiuni. Atunci când este posibil să se descrie mai mult de o față a unui obiect, se poate spune că obiectul este vizualizat dintr-un unghi „înclinat”.

Într-o proiecție axonometrică scara unui obiect nu depinde de poziția sa de-a lungul vreunei axe particulare (un detaliu din prim-plan are aceeași scară cu un detaliu din fundal); în consecință, astfel de imagini par distorsionate, deoarece văzul sau fotografia folosește proiecția în perspectivă, în care scara unui obiect depinde de poziția sa de-a lungul uneia dintre axe (de exemplu axa z). Această distorsiune este evidentă mai ales dacă obiectul este compus în mare parte din elemente dreptunghiulare. În ciuda acestei limitări, proiecția axonometrică poate fi utilă în scopuri ilustrative, mai ales că permite simultan și transmiterea exactă a dimensiunilor.

## Tipuri

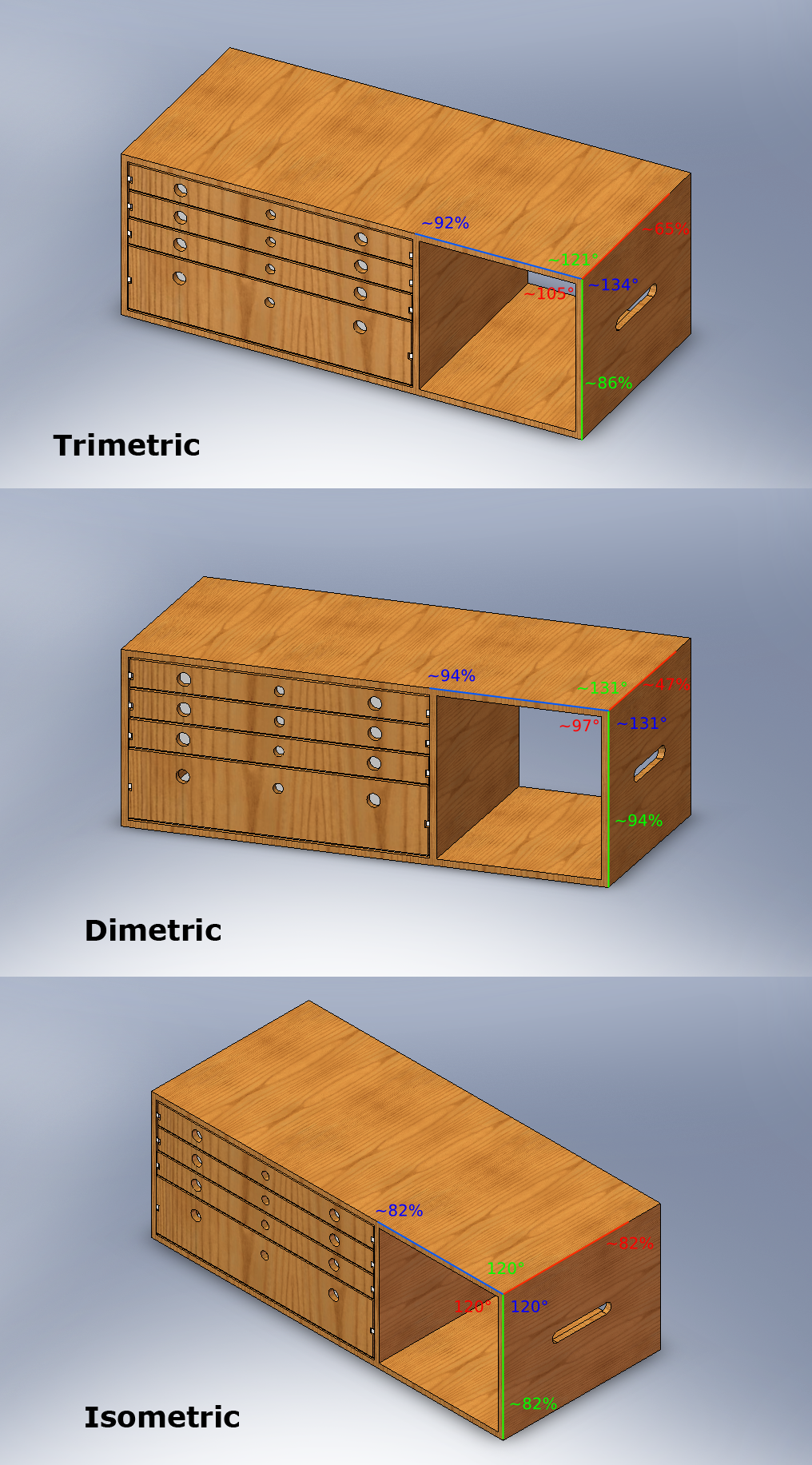
Cele trei tipuri de vederi axonometrice. Procentele indică coeficientul de reducere.

Există mai multe tipuri de axonometrii, dar în practică sunt mai răspândite trei dintre ele: proiecția izometrică, cea dimetrică și cea trimetrică. Tipic, ca și în alte reprezentări, una dintre axe este cea verticală.
În proiecția izometrică, cea mai frecventă formă de proiecție axonometrică în desenul tehnic, direcția de vizionare este aleasă astfel încât cele trei axe ale spațiului apar scalate în mod egal (adică au același coeficient de reducere, 0,82, uzual rotunjit la 1) iar în planul de proiecție axele au același unghi între ele, de 120°. Deoarece distorsiunea cauzată de scurtare este uniformă, proporționalitatea dintre lungimi este păstrată, iar axele au o scară comună; acest lucru ușurează capacitatea de a face măsurători direct pe desen. Un alt avantaj este că unghiurile de 120° sunt ușor de construit folosind doar rigla și compasul. Dezavantajul său este aspectul mai puțin convenabil.
În proiecția dimetrică, direcția de vizionare este aleasă astfel încât două din cele trei axe ale spațiului au același coeficient de reducere, iar unghiurile dintre axele aferente sunt determinate în funcție de unghiul de vizionare; scala celei de-a treia direcții este determinată separat. În proiecția standard coeficienții de reducere sunt 0,94 pentru două dintre axe și 0,47 pentru a treia, uzual rotunjiți la 1, respectiv 0,5. În acest caz în planul de proiecție două unghiuri dintre axele de proiecție au valoarea de 131°25', iar al treilea de 97°10'. Uzual aceste unghiuri de rotunjesc, suma lor trebuind să fie 360°. Avantajele sale sunt coeficienții de reducere simpli și un aspect convenabil, astfel că este cea mai folosită variantă în desenele tehnice.
În proiecția trimetrică, direcția de vizionare este aleasă astfel încât fiecare din cele trei axe ale spațiului au coeficienți de scurtare diferiți. Scara de-a lungul fiecăreia dintre cele trei axe și unghiurile dintre ele sunt determinate separat, după cum este dictat de unghiul de vizualizare. Uzual coeficienții de reducere ai axelor x, y și z sunt 0,86, 0,65 și 0,92, iar unghiurile dintre axe sunt {\displaystyle \angle x0y=135^{\circ }\,}, {\displaystyle \angle y0z=120^{\circ }\,} și {\displaystyle \angle z0y=105^{\circ }\,}. Deși aspectul este cel mai apropiat de o vedere obișnuită, datorită complexității sale este puțin folosită în desenul tehnic.

## Istoric
Conceptul de izometrie a existat într-o formă empirică de secole. „Axonometria își are originea în China. Funcția sa în arta chineză a fost similară cu perspectiva liniară în arta europeană. Axonometria și logica imagistică care o însoțesc au căpătat o nouă semnificație odată cu apariția calculului vizual”.
Profesorul William Farish (1759–1837) de la Universitatea Cambridge a fost primul care a stabilit reguli detaliate pentru desenul izometric. Farish și-a publicat ideile în lucrarea din 1822 "On Isometric Perspective" (română Despre perspectiva izometrică), în care a recunoscut „nevoia de desene tehnice de lucru exacte, fără distorsiuni optice. Acest lucru l-a conduce la formularea izometriei. Izometria înseamnă măsuri egale deoarece acceași scară este folosită pentru înălțime, lățime și adâncime”.
Din mijlocul secolului al XIX-lea izometria a devenit un „instrument neprețuit pentru ingineri și, la scurt timp, axonometria și izometria au fost incluse în programele cursurilor de formare în arhitectură din Europa și SUA. Acceptarea largă a axonometriei a venit în anii 1920, când arhitecții moderniști din Bauhaus și De Stijl au adoptat-o”. Arhitecții De Stijl precum Theo van Doesburg au folosit axonometria pentru proiectele lor de arhitectură, care au provocat senzație când au fost expuse la Paris în 1923.< ref name = "Kri96" /> Axonometria paralelă a oferit o tehnică grafică importantă pentru artiști, arhitecți și ingineri. La fel ca perspectiva liniară, axonometria ajută la reprezentarea spațiului tridimensional într-un plan bidimensional. De obicei ea vine ca o caracteristică standard a sistemelor CAD și a altor instrumente de calcul vizual.
- Exemple de axonometrii

"Exemple
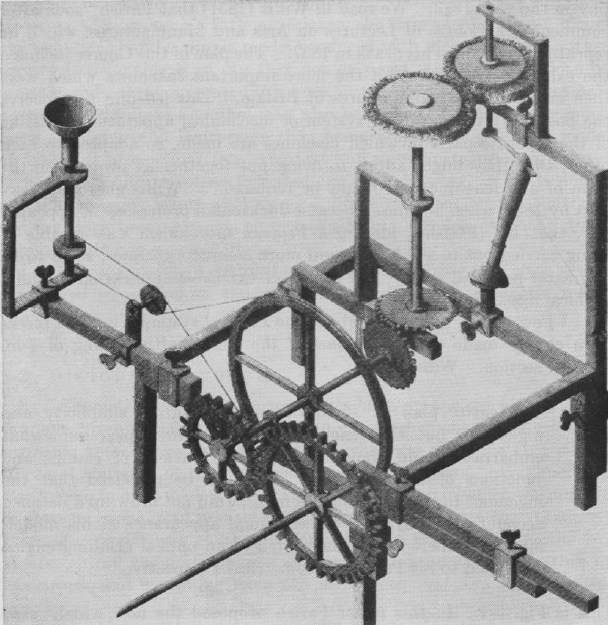
Mașină de șlefuit pentru industria optică (1822), desenată în perspectivă izometrică de 30°
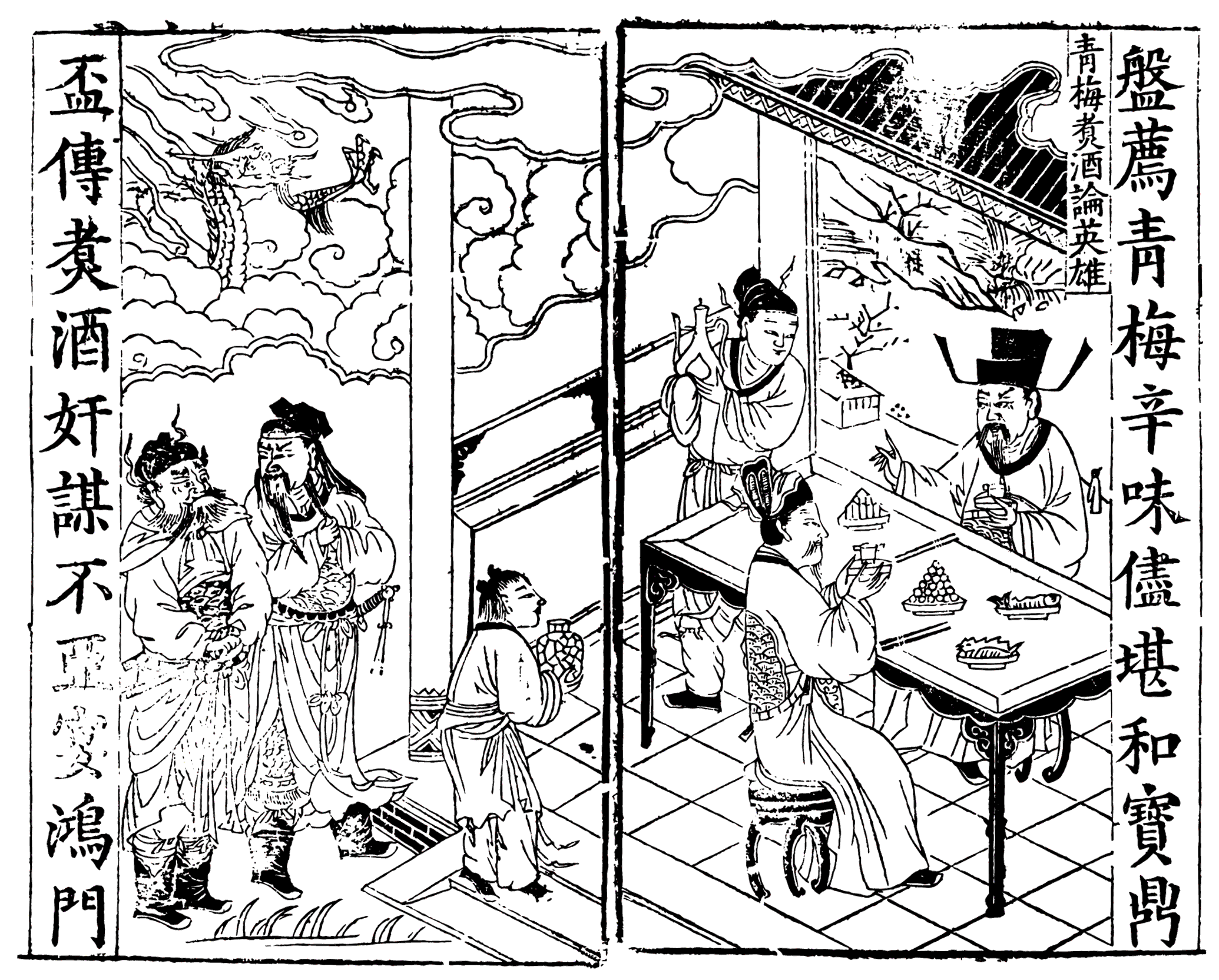
Exemplu de proiecție dimetrică în arta chineză într-o ediție ilustrată a Romanței celor trei regate, China, c. sec. al XV-lea
Exemplu de proiecție trimetrică care arată forma Bank of China Tower din Hong Kong

## Limitări
La fel ca în cazul tuturor tipurilor de proiecție paralelă, obiectele desenate în proiecție axonometrică nu apar mai mari sau mai mici când se află mai aproape sau mai departe de privitor. Deși este avantajos pentru desenul arhitectural, în care dimensiunile trebuie obținute direct din imagine, rezultatul este o distorsiune observabilă, deoarece, spre deosebire de proiecția în perspectivă, nu așa funcționează în mod normal vederea umană sau fotografia. De asemenea, poate duce cu ușurință la situații în care adâncimea și altitudinea sunt dificil de măsurat, așa cum se arată în ilustrația din dreapta.
Această ambiguitate vizuală a fost exploatată în op-art, precum și în desenele unor „obiecte imposibile”. Deși nu este strict axonometric, Cascada lui M.C. Escher (1961) este o imagine binecunoscută, în care un canal prin care apa pare să curgă de-a lungul unei căi descendente, însă, paradoxal, în urma căderii sub formă de cascadă se întoarce în locul inițial. Apa pare, așadar, să nu se supună legii conservării energiei.